# Щука-Йоль
Щу́ка-Йоль або Шу́ка-Єль (рос. Щука-Ёль, Щука-Ель) — річка в Республіці Комі, Росія, ліва притока річки Ілич, правої притоки річки Печора. Протікає територією Троїцько-Печорського району.
Річка починається на західних схилах хребта Щука-Йоль-Із, протікає на південний захід, захід та південний захід.